# 36e division d'infanterie motorisée
Pour les articles homonymes, voir 36e division d'infanterie.
La  36e division d'infanterie (puis 36e division de grenadier et enfin 36e division de Volksgrenadier) est une des divisions d'infanterie de l'armée allemande (Wehrmacht) durant la Seconde Guerre mondiale. 

## Historique et évolutions de la division

### Création et campagne de France: La 36eInfanterie-Division
La 36e Infanterie-Division est formée le 1er octobre 1936 à Kaiserslautern et est mobilisé en août 1939 pour être déployé dans la zone de Zweibrücken, sur la ligne Siegfried. Elle est relevée fin novembre pour se préparer à l’invasion du Benelux. Dès le 10 mai 1940, la division participe à la bataille de France et avance vers la Meuse. Elle subit notamment de lourdes pertes lors de la traversée de la rivière à la bataille de Stone, mais parvient néanmoins à sécuriser les flancs du mouvement principal allemand. Durant la deuxième phase de la campagne, elle fait mouvement sur Verdun et a l’honneur d’entrer en première dans la ville le 15 juin 1940. Au moment de l’armistice la division se trouve dans le secteur de Toul, où elle reste jusqu’à la fin septembre, après quoi elle retourne dans sa garnison d’origine.

### L’opération Barbarossa: la 36eInfanterie-Division (motorisiert)
La division est réorganisée le 1er novembre 1940 et devient la 36e Infanterie-Division (motorisiert). Le 22 juin 1941, elle franchit la frontière soviétique dans le cadre de l'Opération Barbarossa. 
Affectée au Groupe d’Armée Nord, la division s’élance en direction de la Courlande. Elle bouscule totalement les troupes soviétiques stationnées en Lituanie et traverse la Dubysa. L’unité arrive alors en Lettonie jusqu'à la Daugava, au nord de Jakobstadt. Elle se bat alors sur la ligne Staline et parvient à la franchir assez rapidement entre la ville d’Ostrov et le lac Peïpous. La division avance ensuite via Pskov jusqu'à Luga, à environ 150 km au sud de Leningrad. Au début du mois d’août 1941, notre division repasse à l’offensive et attaque en direction de Kingisepp au Nord, puis de Leningrad à nouveau vers l’Est. Le 7 septembre, les premières fortifications de l’ancienne capitale russe sont prises mais l’avance s’enlise. Le 2 octobre 1941 a lieu une importante contre-offensive soviétique qui frappe particulièrement notre unité : à partir du 24 novembre, la division doit se détourner de Leningrad et se remet à attaquer en direction du Sud-Est. Elle est toutefois rapidement à nouveau stoppée par une nouvelle contre-offensive le 6 décembre, et doit même se replier de plusieurs dizaines de kilomètres dans les jours qui suivent ! La première partie de l’Opération Barbarossa était alors bel et bien terminée. 
La 36e Division d’Infanterie Motorisée a perdu énormément d’hommes et de matériel lors de son repli de décembre 1941, ce qui est globalement le cas de tout le Groupe d’Armée Nord. Les premiers mois de l’année 1942 sont marqués par une série de rudes combats dans les marais de la région de Novgorod, qui se soldent presque à chaque fois par un déplacement de notre division vers le Sud. Les pertes sont alors si importantes que la division doit être retirée du front pour se réorganiser au début du mois de mars. Elle est au passage transférée dans le Groupe d’Armée Centre. Alors qu’elle se reconstitue à l’arrière des lignes, elle est renvoyée en urgence pour participer aux derniers combats de la bataille de Rjev à la fin du mois de mars. À partir d’octobre, la division est plutôt bien renouvelée (en particulier son artillerie), mais elle subit du 24 novembre à début janvier 1943 la nouvelle offensive hivernale soviétique contre le groupe d’armée centre. Au 1er mars, elle se trouve au Nord-Est de Smolensk (au niveau de Dorogobouj) et commence à montrer de gros signes de fatigue : elle est carrément retirée du front à la fin du mois afin d’être placée dans la 9e armée de réserve (rassemblée dans une vaste région à l’Ouest de Dorogobouj). Le 27 mars, ordre est donné de démotoriser la division en raison d’un manque de matériel. Elle reste ainsi entre mai et juin 1943 en réserve le temps de se réorganiser, pour finalement se rediriger à l’Est de la ville d’Orel. Les soviétiques percent rapidement et obligent notre division à se replier sur la rivière Oka (plus à l’Ouest) puis au Sud de la ville de Jelnja dans de violents combats. L’unité n’arrive plus à stabiliser le front et est obligée de reculer toujours davantage. En octobre et en novembre 1943, elle se trouve dans la région de Mogilew et en décembre autour de la ville de svetlahorsk. À la fin du mois du novembre sont intégrés les restes de la 268e division d’infanterie qui n’est alors plus en mesure de poursuivre les combats. L’agonie se poursuit durant toute la première partie de 1944 et finalement, à bout de souffle, la division est encerclée durant l’offensive de Bobrouïsk (juin). Malgré les multiples tentatives pour réouvrir la poche, elle sera totalement annihilée.

### Sa réactivation:36eGrenadierdivision
À la suite du désastre de Bobrouïsk, il est décidé de récréer une division sur les quelques restes de la 36e Division d’Infanterie Motorisée. Ainsi le 3 août 1944 elle est réactivée sous le nom de 36e Grenadierdivision et est rattachée au LXXXII. Armeekorps qui dépend de la 1re armée au sein du groupe d'armées G. La division retrouve ses quartiers en Sarre-Palatinat dans ses anciens locaux. 

### Le front de l’Ouest:36eVolksgrenadiere-Division
Renommée 36. Volksgrenadier-Division le 9 octobre 1944, la division est stationnée au Luxembourg. Elle doit néanmoins rapidement évacuer le pays à la suite de l’avance rapide des Alliés, et quitte Grevenmacher le 17 octobre. À partir de la mi-novembre, la 36VGD opère dans la région de Saint-Avold où elle prend part à de violents combats, notamment autour de Thonville et Eincheville. La division accuse de lourdes pertes et ne parvient plus à se reconstituer efficacement. Bientôt incapable de poursuivre les combats, ce sont les restes de la 48e Division d'Infanterie qui vont lui permettre de reprendre du souffle en s’intégrant à elle les 17 et 18 novembre. En effet dans le même temps, une grosse partie de la division est engagée dans de rudes combats dans la région de Falkenberg, puis directement autour de Saint-Avold à partir du 23 novembre. La division perd ainsi plus de 50% de ses effectifs dans les combats en Lorraine !    
Les combats se déplacent lentement mais sûrement vers l’Est. En effet le 5 décembre la commune de Forbach est prise, rendant les positions allemandes en Moselle impossibles à tenir. L’objectif va alors être d’impérativement bloquer l’accès à la région de Sarrebruck le temps d’une réorganisation complète de la défense de la Sarre. Après près de trois semaines de combats défensifs, la division reçoit l’ordre le 25 décembre 1944 de quitter ses postions pour gagner le secteur de Saint-Ingbert. Alors en place à quelques kilomètres à l’arrière du front, elle se réorganise et récupère quelques jours en vue de repasser la frontière française dans le cadre de l’Opération Nordwind.   
L’offensive débute le 31 décembre à 23 heures. Malgré quelques succès initiaux en raison de la surprise, l’avance n’est que très limitée et les pertes se font nombreuses. Dès le 3 janvier, ordre est donné de stopper l’attaque et de repasser à la défensive. La percée allemande sur la ligne Philipsbourg - Wigen-sur-moder - Saverne permet à nouveau quelques avancées mineures. Dans les semaines qui suivent, le front est relativement calme. En effet, les Alliés sont incapables de menacer les défenses allemandes dans ce secteur car ils sont engagés dans de violents combats sur la plaine d’Alsace. Relevée le 3 février 1945, la 36VGD dispose d’une force de combat de 3165 hommes. Elle fait mouvement vers l’Est afin de tenir à elle seule un front allant grossièrement de Niederbronn-les-Bains à la forêt de Haguenau. Elle vient ainsi remplacer une partie des unités qui combattaient dans la zone durant les derniers jours de l’Opération Nordwind. Au début du mois de mars 1945, l’unité encaisse de plein fouet la poussée américaine traversant la rivière Moder et se voit rapidement rejetée sur la ligne Siegfried. À la fin du mois, la division se retrouve dans les environs de Karlsruhe et est totalement désemparée par la violence de l’Opération Undertone qui vient achever la libération de la France en quelques jours à peine.   
À partir du début du mois d’avril, les événements s’enchaînent rapidement et l’armée allemande se disloque de toutes parts. Notre division n’est pas épargnée : elle n’arrive plus à se rassembler efficacement ce qui l’oblige à se diviser en plusieurs petits groupes de combat. Le 18 avril, un groupe plus important parvient à se réorganiser près d’Hersbruck et est directement engagé dans de violents combats. Le même jour, légèrement plus au Nord, d’autres petits groupes de la division se font totalement annihiler lors de la prise de Bamberg. Au début du mois de mai, les derniers restes de la 36VGD tentent péniblement d’établir une ligne de front sur le Danube et l’Isar mais ils sont rapidement faits prisonniers avec la fin de la guerre.

## Composition

### Septembre 1944
- 36. Grenadierdivision
- Grenadier-Regiment 87
- Grenadier-Regiment 118
- Grenadier-Regiment 165
- Artillerie-Regiment 268
- Divisions-Füsilier-Kompanie 36
- Flak-Kompanie 36
- Pionier-Kompanie 36
- Nachrichten-Kompanie 36
- Sturmgeschütz-Abteilung 1036
- Versorgungs-Regiment 36

### Octobre 1944
- Grenadier-Regiment 87
- Grenadier-Regiment 118
- Grenadier-Regiment 165
- Artillerie-Regiment 268
- Divisions-Füsilier-Bataillon 36
- Panzerjäger-Abteilung 36
- Flak-Kompanie 36
- Pionier-Kompanie 36
- Nachrichten-Abteilung 36

## Théâtres d'opérations
- 22 juin 1941 à juin 1944 : opération Barbarossa
- 8 septembre 1941 à janvier 1942 : Siège de Léningrad
- 8 janvier au 31 mars 1942 : bataille de Rjev
- 5 juillet au 23 août 1943 : bataille de Koursk et bataille de Smolensk
- 23 au 28 juin 1944 : offensive de Bobrouïsk
- Octobre à décembre 1944 : campagne de Lorraine
- 31 décembre 1944 au 21 janvier 1945 : opération Nordwind
- 8 février au 8 mai 1945 : campagne d’Allemagne
- 10 mai 1940 au 25 juin 1940 : bataille de France

## Sources
- Fiche signalétique sur lexikon-der-wehrmacht.de.
- Georg Tessin : Verbände und Truppen der deutschen Wehrmacht und Waffen SS im Zweiten Weltkrieg 1939–1945, vol 5: Die Landstreitkräfte. Nr. 31–70. 2. Auflage, Osnabrück 1977.
- Werner Haupt : Die deutschen Infanterie-Divisionen, Podzun-Verlag.
- Lexikon der Wehrmacht - 36.VGD.
- Diedeutschewehrmacht.
- Lexikon der Wehrmacht - Volksgrenadier-Divisionen.